# Квинт Цецилий Метел Целер (трибун)
Вижте пояснителната страница за други личности с името Квинт Цецилий Метел.
Квинт Цецилий Метел Целер (на латински: Quintus Caecilius Metellus Celer) е политик на Римската република от началото на 1 век пр.н.е. по време на Съюзническата война. Произлиза от плебейската фамилия Цецилии Метели, клон Целер (Цецилии Метели).
През 90 пр.н.е. той е народен трибун. През 90 пр.н.е. консули са Луций Юлий Цезар III и Публий Рутилий Луп.
Вероятно е баща на Квинт Цецилий Метел Целер (консул 60 пр.н.е.).